# (7038) Tokorozawa
(7038) Tokorozawa – planetoida z pasa głównego okrążająca Słońce w ciągu 5 lat i 263 dni w średniej odległości 3,2 j.a. Została odkryta 22 lutego 1995 roku w obserwatorium w Chichibu przez Naoto Satō i Takeshiego Uratę. Nazwa planetoidy pochodzi od japońskiego miasta Tokorozawa. Przed nadaniem nazwy planetoida nosiła oznaczenie tymczasowe (7038) 1995 DJ2.